# IC 2705
IC 2705 је појединачна звијезда у сазвјежђу Лав која се налази на листи објеката дубоког неба у Индекс каталогу.
Деклинација објекта је + 11° 54' 17" а ректасцензија 11h 18m 3,9s.